# Tomahawk – Aufstand der Sioux
Tomahawk – Aufstand der Sioux (Originaltitel: Tomahawk) ist ein US-amerikanischer Western aus dem Jahr 1951 von George Sherman mit Van Heflin und Yvonne De Carlo in den Hauptrollen. Der Film wurde von Universal-International Pictures produziert.

## Handlung
Wyoming, 1866. Abgesandte der US-Armee verhandeln mit Häuptlingen der Sioux über eine mögliche Öffnung des Bozeman Trails, eines Wegs für Siedler, der durch das Territorium der Sioux führen soll. Der Scout und Pelzjäger Jim Bridger spricht sich gegen den Weg aus, der die Jagdgebiete der Indianer zerstören würde. Bridger informiert Häuptling Red Cloud, dass die Regierung schon Forts an der geplanten Strecke errichtet. Der erzürnte Red Cloud bricht daraufhin die Verhandlung ab, verspricht aber, keinen Krieg gegen die Weißen zu beginnen, solange die Indianer nicht angegriffen werden.
Colonel Carrington, Kommandant des neu errichteten Fort Phil Kearny, bietet Bridger und dessen Partner Sol Beckworth Stellen als Armeescouts an. Bridger lehnt zunächst ab, ändert aber seine Meinung, als die junge Indianerin Moonahseehta, eine Cherokee, ihm mitteilt, dass sie Lieutenant Dancy in Verdacht habe, an einem Massaker beteiligt gewesen zu sein, bei dem ihre ganze Familie umkam. Dancy eskortiert eine reisende Showtruppe von Dan Castello und dessen Nichte Julie Madden zum Fort. Auf dem Weg erschießt der Indianerhasser Dancy einen jungen Sioux, vertuscht den Mord jedoch gegenüber den Reisenden. Der Treck wird angegriffen und Castello verwundet, schafft es aber zum Fort. Dort behauptet Dancy, der Angriff der Indianer sei unprovoziert gewesen. Dancy versucht Julie mit Geschichten aus seiner Zeit unter Colonel Chivington zu beeindrucken. Julie ist jedoch mehr an Bridger interessiert, der ihren Onkel versorgt hat. Der eifersüchtige Lieutenant verspottet Bridger als Squawman, der unter der Fuchtel von Moonahseehta stehe.
Bridger kehrt von einem Aufklärungsritt zurück und teilt mit, dass sich die Sioux auf einen Krieg vorbereiten. Dancy und Captain Fetterman wollen sofort angreifen, doch Colonel Carrington befiehlt, dass alle im Fort bleiben. Julie ignoriert den Befehl und unternimmt einen Ausritt. Einige Siouxkrieger bemerken sie und versuchen, die junge Frau gefangen zu nehmen. Bridger kommt Julie zu Hilfe und wehrt die Indianer ab, dabei tötet er den Sohn von Red Cloud. Julie entschuldigt sich bei Bridger für ihr Missverständnis, Moonahseehta für seine Frau gehalten zu haben. Kummervoll erzählt er ihr, dass Moonahseehta die Schwester seiner geliebten Cherokee-Ehefrau sei. Seine Frau kam vor zwei Jahren bei einem Massaker ums Leben, das von einer Einheit unter Colonel Chivington verübt wurde. Julie erzählt ihm daraufhin von Dancys Prahlereien, womit sich Moonahseehtas Verdacht bestätigt.
Nachdem die Sioux vier Tage lang ihre Kriegstrommeln ertönen ließen, sind die Soldaten im Fort beunruhigt. Dancy überzeugt Fetterman, Carringtons Befehl zu ignorieren. Sie führen eine Schwadron auf eine Patrouille und werden von den Sioux angegriffen und vernichtet. Dancy ist der einzige Überlebende und wird von Bridger in seinem Versteck gefunden. Bridger beschuldigt ihn des Mordes an seiner Frau und seinem Kind. Während des folgenden Kampfes gesteht Dancy seine Teilnahme an dem Massaker, erklärt aber, nur Befehle befolgt zu haben. Er wird schließlich von einem Pfeil der Sioux getötet.
Carrington lässt seine Truppen mit neuen Gewehren, die schnell nachgeladen werden können, angreifen. Die Sioux haben dem nichts entgegenzusetzen und geben auf. Zu Bridgers Erleichterung erlaubt Carrington Red Cloud seine gefallenen Stammesbrüder zu bergen und in Frieden abzuziehen. Aus Washington erreichen Nachrichten über einen neuen Friedensvertrag das Fort und auch Red Cloud. Der Bozeman Trail wird geschlossen, die Truppen aus Fort Phil Kearny abgezogen. Nachdem die Soldaten weg sind, brennen die Sioux das verlassene Fort nieder.

## Produktion

### Hintergrund
Gedreht wurde der Film vom 25. Mai bis Ende Juni 1950 in den Black Hills in South Dakota sowie in den Universal-Studios in Universal City.

### Stab
Bernard Herzbrun und Richard H. Riedel oblag die künstlerische Leitung. Russell A. Gausman und Oliver Emert waren für das Szenenbild zuständig, Bill Thomas für die Kostüme, Bud Westmore für das Maskenbild. Verantwortliche Toningenieure waren Leslie I. Carey und Corson Jowett. Jesse Hibbs arbeitete als Regieassistent.

### Besetzung
In kleinen nicht im Abspann erwähnten Nebenrollen traten Sheila Darcy in ihrer letzten Filmrolle und Regis Toomey auf.

### Historischer Bezug
Der Film nimmt Bezug auf den Red-Cloud-Krieg, der von 1866 bis 1868 zwischen den US-Regierungstruppen und den Sioux in Wyoming ausgetragen wurde.
Jim Bridger (1804–1881) war ein Trapper, Scout und Entdecker, der Truppen zu den zu schließenden Forts am Bozeman Trail führte, um die dortigen Besitztümer abzuholen. Sein Filmpartner Sol Beckworth ist dem Scout, Trapper und Händler James P. Beckwourth nachempfunden.
Das Fort Phil Kearny wurde zur Zeit des Red-Cloud-Krieges von Colonel Henry B. Carrington befehligt, der eine friedliche Koexistenz mit den Indianern anstrebte. Unter seinem Kommando kam es am 21. Dezember 1866 zur Schlacht der Hundert Erschlagenen, die als Fetterman-Massaker in die Geschichte einging. Auslöser war ein Indianerangriff auf einen Trupp Holzfäller in der Nähe des Forts. Captain William J. Fetterman wurde mit 80 Soldaten ausgeschickt, um den Holzfällern zur Hilfe zu kommen, sollte sich aber nicht über einen Höhenrücken, den Lodge-Trail-Kamm, hinaus entfernen. Fetterman, von Carringtons bisheriger Tatenlosigkeit empört, ließ sich jedoch von den Sioux in einen Hinterhalt locken. Die gesamte Einheit wurde getötet. Es gab, im Gegensatz zum Film, keine Überlebenden.
Das im Film angesprochene Massaker, bei dem Bridgers Frau und Kind umkamen, war das Sand-Creek-Massaker, das am 29. November 1864 von Kavallerie-Regimentern unter Colonel John M. Chivington verübt wurde. Bei dem Angriff wurden 133 Indianer, meist Frauen und Kinder, getötet. Bekannt wurde der Vorfall besonders wegen der Gräueltaten der US-Soldaten.
Die in dem Film am Ende entscheidende Niederlage der Ureinwohner aufgrund neu eingeführter Armeegewehre greift den Wagon Box Fight auf, der im Film allerdings historisch recht frei dargestellt wird.

## Synchronisation
| Rolle           | Schauspieler    | Deutscher Synchronsprecher |
| --------------- | --------------- | -------------------------- |
| Jim Bridger     | Van Heflin      | Curt Ackermann             |
| Julie Madden    | Yvonne De Carlo | Eleonore Noelle            |
| Lt. Dancy       | Alex Nicol      | Wolfgang Preiss            |
| Col. Carrington | Preston Foster  | Wolfgang Eichberger        |
| Sol Beckworth   | Jack Oakie      | Werner Lieven              |
| Dan Castello    | Tom Tully       | Walter Holten              |
| Red Cloud       | John War Eagle  | Anton Reimer               |
| Cpt. Fetterman  | Arthur Space    | Anton Reimer               |
| Mrs. Carrington | Ann Doran       | Eva Eras                   |
| Sgt. Newell     | Stuart Randall  | Ernst Fritz Fürbringer     |

Die Einleitung der deutschen Fassung sprach Ernst Fritz Fürbringer.

## Veröffentlichung
Die Premiere des Films fand am 17. Februar 1951 in New York statt. In der Bundesrepublik Deutschland kam er am 21. April 1951 in die Kinos, in Österreich schon am 8. April 1951.

## Kritiken
Das Lexikon des internationalen Films schrieb: „Angereichert mit Folklore und guter Besetzung, ist das spannende Drama einer der ersten Western, die den Weißen unverblümt die Hauptschuld an den blutigen Indianerkämpfen anlasten.“
Die Filmzeitschrift Cinema befand: „Feine Actionszenen, ansonsten eher dröge.“
Bosley Crowther von der The New York Times notierte, außer den zahlreichen Andeutungen von Pro-Indianer-Gefühlen gäbe es nichts Außergewöhnliches. Die Geschichte sei streng zweidimensional und hoffnungslos verschwommen, die indianischen Angriffe und Kämpfe oberflächlich inszeniert.